# 재키 잭슨
지그문트 에스코 "재키"잭슨(영어: Sigmund Esco "Jackie" Jackson, 1951년 5월 4일 ~)은 재키 잭슨이라고 알려져 있는 미국의 음악가이며, 1964년에 잭슨 파이브로 먼저 데뷔했다. 1973년에 'Jackie Jackson', 1989년에 'By The One'이 발매되었다. 팝의 황제 마이클 잭슨의 형이다.